# Rufus (gruppo musicale)
I Rufus sono stati un gruppo musicale statunitense formatosi nel 1970 a Chicago e scioltosi nel 1983 . Hanno avuto un notevole successo negli Stati Uniti durante gli anni settanta, successo che poi ha iniziato a eclissarsi in favore della popolarità sempre crescente della cantante Chaka Khan, che a partire dal 1978 ha dato inizio a una fortunata carriera da solista.

## Formazione

### Ultima
- Chaka Khan – voce (1972-1982, 1983)
- Tony Maiden – voce, chitarra, basso, clavinet (1974-1983)
- Kevin Murphy – tastiera, cori, occasionalmente voce (1970-1983)
- Bobby Watson – basso, clavinet (1974-1983)
- Dave "Hawk" Wolinski – voce, tastiera, sintetizzatore (1977-1983)
- John "J.R." Robinson – batteria, percussioni, cori (1979-1983)

### Ex componenti
- Al Ciner – chitarra (1970-1973)
- Charles "Chuck" Colbert – basso (1970)
- Lee Graziano – batteria (1970-1971)
- Andre Fischer – batteria (1972-1977)
- Paulette McWilliams – voce (1970-1971)
- James Stella – voce (1970)
- Dennis Belfield – basso (1971-1973)
- Ron Stockert – voce, tastiera (1971-1973)
- Nate Morgan – tastiera (1974-1976)
- Richard "Moon" Calhoun – batteria, tastiera, cori (1978-1979)

## Discografia

### Album in studio
- 1973 – Rufus
- 1974 – Rags to Rufus
- 1974 – Rufusized
- 1975 – Rufus featuring Chaka Khan
- 1977 – Ask Rufus
- 1978 – Street Player
- 1979 – Numbers
- 1979 – Masterjam
- 1981 – Party 'Til You're Broke
- 1981 – Camouflage
- 1983 – Seal in Red

### Album dal vivo
- 1983 – Stompin' at the Savoy - Live

### Raccolte
- 1982 – The Very Best of Rufus Featuring Chaka Khan
- 2008 – Chaka Khan and Rufus - Maybe Your Baby